# Leptacis soederlundi
Leptacis soederlundi är en stekelart som beskrevs av Peter Neerup Buhl 2005. Leptacis soederlundi ingår i släktet Leptacis och familjen gallmyggesteklar. Inga underarter finns listade i Catalogue of Life.